# Reinhold-Schneider-Preis
Il Reinhold-Schneider-Preis (Premio Reinhold Schneider) è un premio culturale assegnato dalla città tedesca di Friburgo in Brisgovia. Il premio è stato istituito nel 1960; viene assegnato ogni due anni nei settori della letteratura, musica e belle arti. Oltre al premio principale di 15.000 euro, viene consegnata una borsa di studio o un premio onorario equivalente a 6.000 euro.

## Vincitori
- 1960: Franz Philipp (musica)
- 1962: Franz Schneller (letteratura)
- 1964: Rudolf Riester (arti visive)
- 1966: Theodor Egel (musica), Dietrich von Bausznern (premio promozione), Peter Förtig (premio)
- 1968: Kurt Heynicke (Letteratura)
- 1970: Walter Schelenz (Arti visive), Jürgen Brodwolf (Premio di sponsorizzazione)
- 1972: Wolfgang Fortner (musica)
- 1974: Christoph Meckel (Letteratura, Belle arti)
- 1976: Peter Dreher (belle arti), Rudolf Dischinger (premio)
- 1978: Carl Seemann (musica), Wolfgang Rihm (premio)
- 1980: Peter Huchel (letteratura), Maria Wimmer (premio)
- 1982: Karl-Heinz Scherer (arti visive), Bernd Völkle (premio promozione), Susi Juvan (premio)
- 1984: Klaus Huber (musica), Ernst Helmuth Flammer (Award), Frank Michael (premio)
- 1986: Walter Dirks (letteratura), Nina Gladitz (premio promozione), Peter Krieg (premio)
- 1988: Artur Stoll (Belle arti), Christine Gerstel-Naubereit (Premio di sponsorizzazione), Lotte Paepke (Premio di sponsorizzazione)
- 1990: Experimentalstudio des SWR: Hans Peter Haller e André Richard (Musica), Walter Mossmann (Premio)
- 1993: Allmende, Arnold Stadler (premio)
- 1995: Swetlana Geier (letteratura), Ragni Maria Gschwen (premio)
- 1997: Peter Staechelin (belle arti), Viola Keizer (Förderpreis), Hans Rath (Förderpreis)
- 1999: Edith Picht-Axenfeld (musica), Günter Steinke (premio)
- 2002: Kyra Stromberg (letteratura), Helma e Bernhard Hassenstein (onorario), Annette Pehnt (borsa di studio)
- 2004: Peter Vogel (belle arti), Freya Richter (borsa di studio), Sabine Wannenmacher (borsa di studio)
- 2006: Freiburger Barockorchester (musica), Dieter Ilg (premio)
- 2008: Wolfgang Heidenreich (letteratura), Martin Gülich (premio promozione), Erika Glassen e Jens Peter Laut (dono onorario)
- 2010: Thomas Kitzinger (Arti visive), Beatrice Adler e Stefanie Gerhardt (borsa di studio)
- 2012: Rainer Kussmaul (musica), Cécile Verny Quartet e Günter A. Buchwald (premio in parti uguali)
- 2014: Klaus Theweleit (letteratura), Lisa Kränzler (premio)
- 2016: Susi Juvan (belle arti), Helga Marten (onoraria), Andreas von Ow (borsa di studio)